# Cracker Island
Cracker Island är ett album av Gorillaz. I albumet medverkar Stevie Nicks, Adeleye Omotayo, Thundercat, Tame Impala, Bad Bunny, Bootie Brown och Beck. I Sverige var albumet som högst på 19:e plats på Sverigetopplistan. 

## Låtlista
Alla låtarna är skrivna av Damon Albarn och Greg Kurstin och producerade av Greg Kurstin och Gorillaz förutom där det står något annat.
| Nr  | Låt                                        | Text                                           | Producent(er)                         |
| --- | ------------------------------------------ | ---------------------------------------------- | ------------------------------------- |
| 1   | "Cracker Island" (med Thundercat)          | Damon Albarn, Stephen Bruner, Greg Kurstin.    | Kurstin, Gorillaz och Remi Kabaka Jr. |
| 2.  | "Oil" (med Stevie Nicks)                   |                                                | Kurstin, Gorillaz och Kabaka          |
| 3.  | "The Tired Influencer"                     |                                                |                                       |
| 4.  | "Silent Running" (med Adeleye Omotayo)     |                                                |                                       |
| 5.  | "New Gold" (med Tame Impala, Bootie Brown) | Albarn, Kevin Parker, Romye Robinson, Kurstin. | Kurstin, Gorillaz och Parker.         |
| 6.  | "Baby Queen"                               |                                                | Kurstin, Gorillaz och Kabaka          |
| 7.  | "Tarantula"                                |                                                |                                       |
| 8.  | "Tormenta" (med Bad Bunny)                 | Albarn, Benito Martinez, Kabaka                | Gorillaz, Kurstin och Tainy           |
| 9.  | "Skinny Ape"                               |                                                |                                       |
| 10. | "Possession Island" (med Beck)             | Albarn, Kurstin, Beck Hansen                   |                                       |